# Краљевство (јужнокорејска ТВ серија)
Краљевство (кореј. 킹덤, енгл. Kingdom), јужнокорејска историјска драма са елементима натприродног и  хорора, снимљена 2019-2021. Серија је емитована на Нетфликсу (који је финансирао продукцију) у преко 190 земаља и имала је одличан пријем код критичара и публике. Укупно је снимљено две сезоне од по 6 епизода (2019-2020) и један ТВ филм који служи као предисторија (Ашин са Севера, 2021).

## Ликови
- Ли Чанг, принц престолонаследник, краљев син из првог брака.
- канцелар Чо, владар из сенке, херој из јапанског рата, отац краљеве друге жене.
- краљица Чо, краљева друга жена, која је трудна. Ако роди сина, он може сменити принца Чанга као престолонаследник.
- гувернер Чо, канцеларов неспособни млади рођак, гувернер малог града Тонгне на јужној обали Кореје, близу Бусана.
- Сео-би, ученица и помоћница краљевског лекара, управница болнице у округу Тонгне.
- Јонг-шин, болничар, ратни ветеран и ловац на тигрове. Спрецијалиста са аркебузом.
- господар Ан, херој из јапанског рата, престолонаследников бивши учитељ.